# مالفا فلوريس
مالفا فلوريس (بالإنجليزية: Malva Flores)‏ (12 سبتمبر 1961، مدينة مكسيكو في المكسيك)؛ كاتِبة وشاعرة مكسيكية.